# Раудалу
Ра́удалу (эст. Raudalu) — микрорайон в районе Нымме города Таллина, столицы Эстонии. 

## География

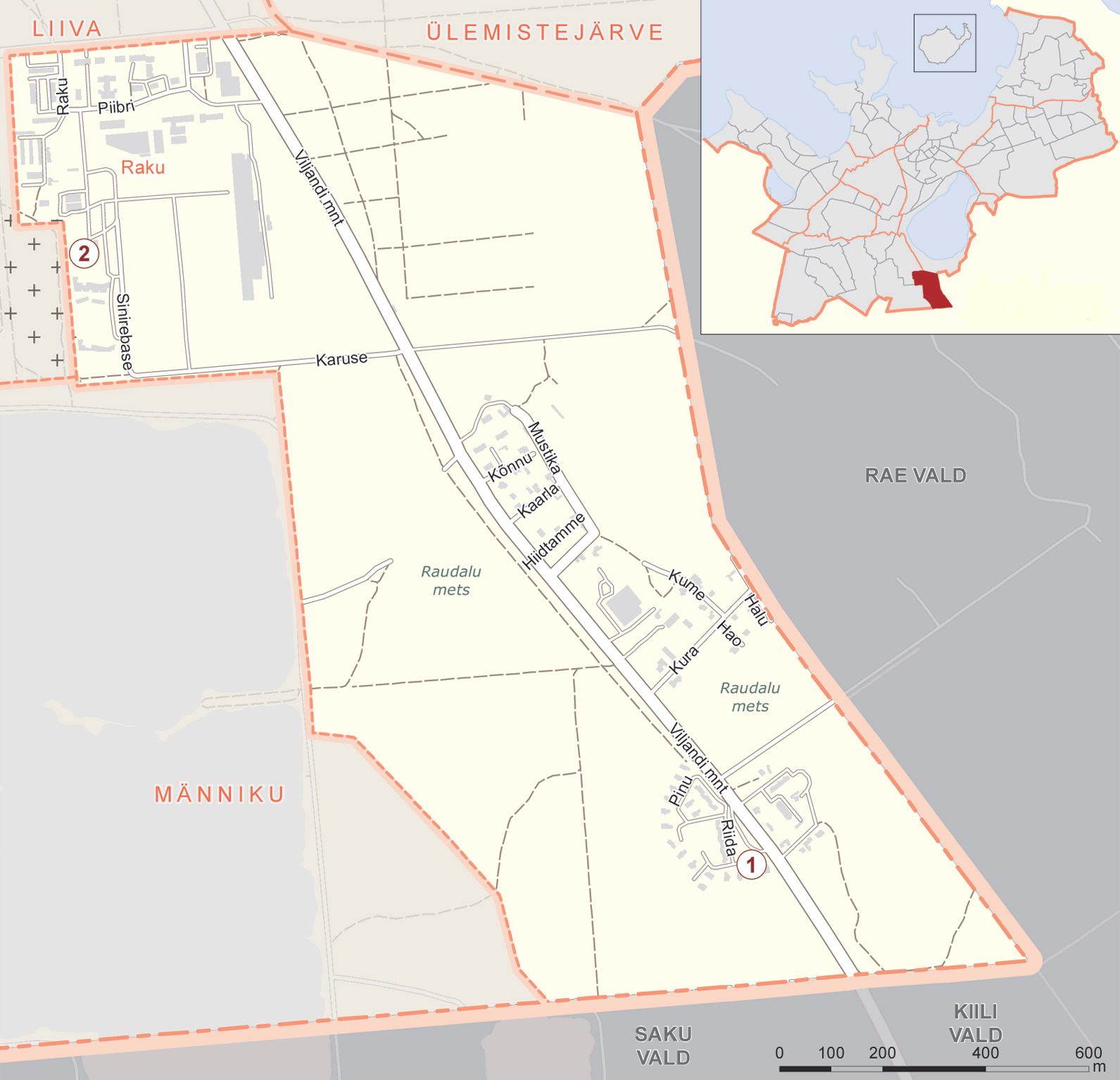
Карта микрорайона Раудалу

Расположен на юге Таллина. Граничит с микрорайоном Юлемистеярве района Кесклинн и микрорайонами Лийва и Мяннику района Нымме и волостями Саку и Раэ уезда Харьюмаа. Площадь — 1,8 км². Плотность населения на 1 января 2023 года — 397,8 чел/км². На территории микрорайона расположен лесопарк Раудалу.

## Улицы
С севера на юг Раудалу пересекает Вильяндиское шоссе — главная улица микрорайона.
В микрорайоне находится приют для животных. В прошлом в Раудалу располагалась пушная ферма, что отражено в названиях некоторых улиц микрорайона: Карузе (эст. karus — мех), Синиребазе (эст. sinirebane — голубой песец), Хыберебазе (эст. hõberebane — чернобурая лисица), Пийбри (эст. piiber — бобр).

## Население
| Численность населения микрорайона Раудалу на 1 января по данным Регистра народонаселения | Численность населения микрорайона Раудалу на 1 января по данным Регистра народонаселения | Численность населения микрорайона Раудалу на 1 января по данным Регистра народонаселения | Численность населения микрорайона Раудалу на 1 января по данным Регистра народонаселения | Численность населения микрорайона Раудалу на 1 января по данным Регистра народонаселения | Численность населения микрорайона Раудалу на 1 января по данным Регистра народонаселения | Численность населения микрорайона Раудалу на 1 января по данным Регистра народонаселения | Численность населения микрорайона Раудалу на 1 января по данным Регистра народонаселения |
| 2008                                                                                     | 2010                                                                                     | 2011                                                                                     | 2012                                                                                     | 2013                                                                                     | 2014                                                                                     | 2015                                                                                     | 2016                                                                                     |
| ---------------------------------------------------------------------------------------- | ---------------------------------------------------------------------------------------- | ---------------------------------------------------------------------------------------- | ---------------------------------------------------------------------------------------- | ---------------------------------------------------------------------------------------- | ---------------------------------------------------------------------------------------- | ---------------------------------------------------------------------------------------- | ---------------------------------------------------------------------------------------- |
| 726                                                                                      | ↗732                                                                                     | ↘715                                                                                     | ↗748                                                                                     | ↗768                                                                                     | ↗794                                                                                     | →794                                                                                     | ↘784                                                                                     |
| 2017                                                                                     | 2018                                                                                     | 2019                                                                                     | 2020                                                                                     | 2021                                                                                     | 2022                                                                                     | 2023                                                                                     |                                                                                          |
| ↘749                                                                                     | ↘742                                                                                     | ↘719                                                                                     | ↗747                                                                                     | ↘736                                                                                     | ↘720                                                                                     | ↘716                                                                                     |                                                                                          |

## История
Своё название современный микрорайон Раудалу ведет от находившегося здесь в прошлом трактира. На изданной в 1689 году карте Холберга, а также на карте дорог Харьюмаа 1700 года, отмечен трактир Raudarro. В издававшемся с 1791 по 1810 годы атласе Меллина это место отмечено как Raudaro.
Рядом с трактиром была образована одноименная деревня, но точное время её образования неизвестно. В конце XIX века здесь располагался хутор Раудталу (Raudtalu).
В 1937 году здесь была создана пушная ферма. В советское время ферма была преобразована в совхоз по выращиванию пушных зверей с филиалом в деревне Карьякюла. В настоящее время ферма не функционирует, а на её месте образован Таллинский приют для животных.
В 1958 году северная часть деревни Раудалу была присоединена к Таллину. В 1992 году Раудалу стал микрорайоном Нымме.
Несколько хуторов, расположенных южнее, оставались деревней Раудалу до 1977 года, когда они были объединены с деревней Луйге (с 2008 года — посёлок Луйге), но в 1997 году они снова были отделены и получили название деревня Кангру (с 2008 года — посёлок Кангру).

## Камни Раудалу
В северной части Раудалу, на улице Карузе находятся четыре больших валуна — так называемые «Камни Раудалу» (эст. Raudalu kivid). Самый большой из валунов фигурирует в легендах о Калевипоэге. Согласно легенде, этот камень сюда забросил Ванапаган во время состязания по бросанию камней с Калевипоэгом.

## Общественный транспорт
В Раудалу курсирует городской автобус маршрута № 57.

## Галерея

Микрорайон Раудалу
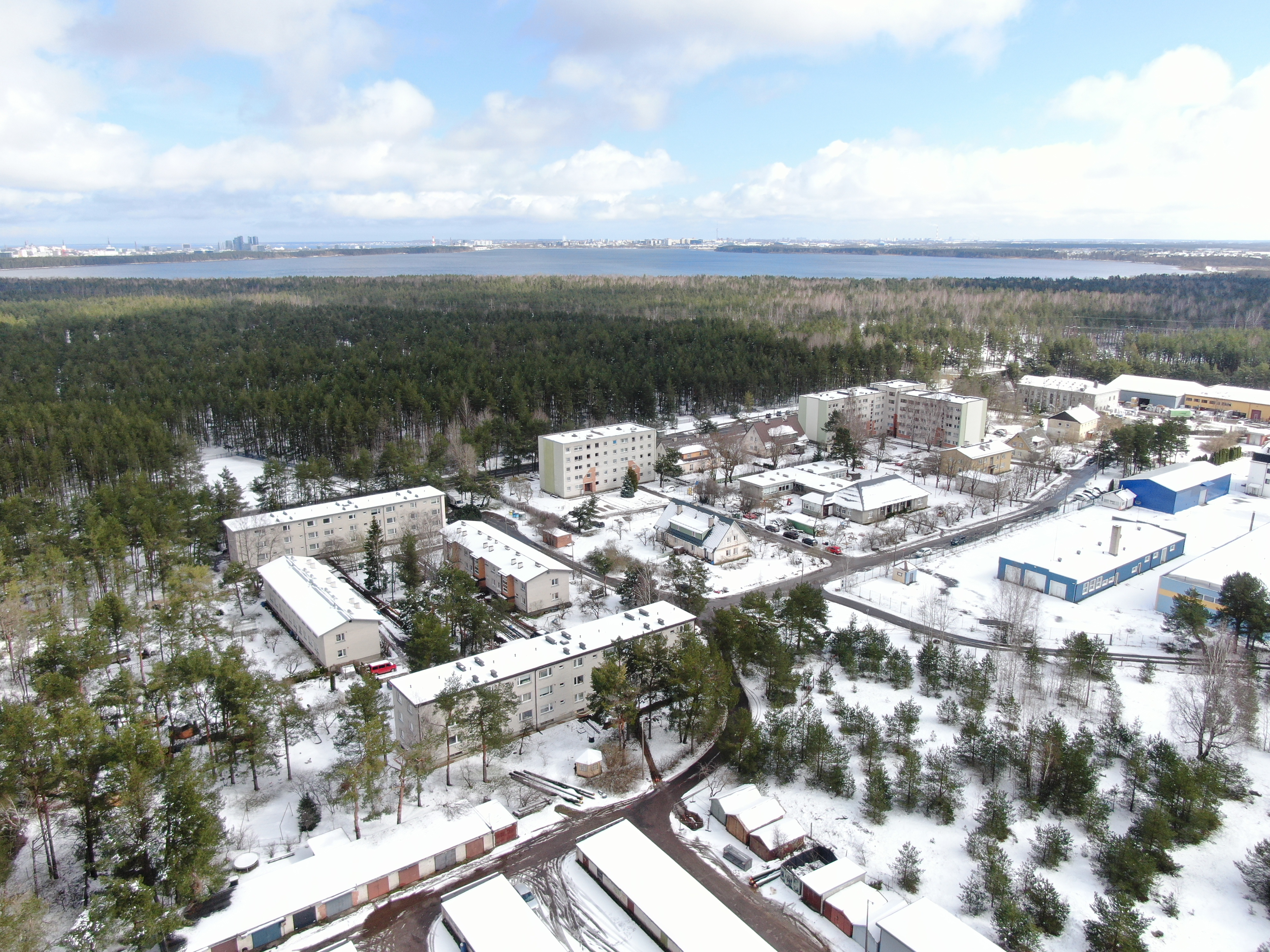
Часть микрорайона Раудалу под названием Раку, апрель 2024 года
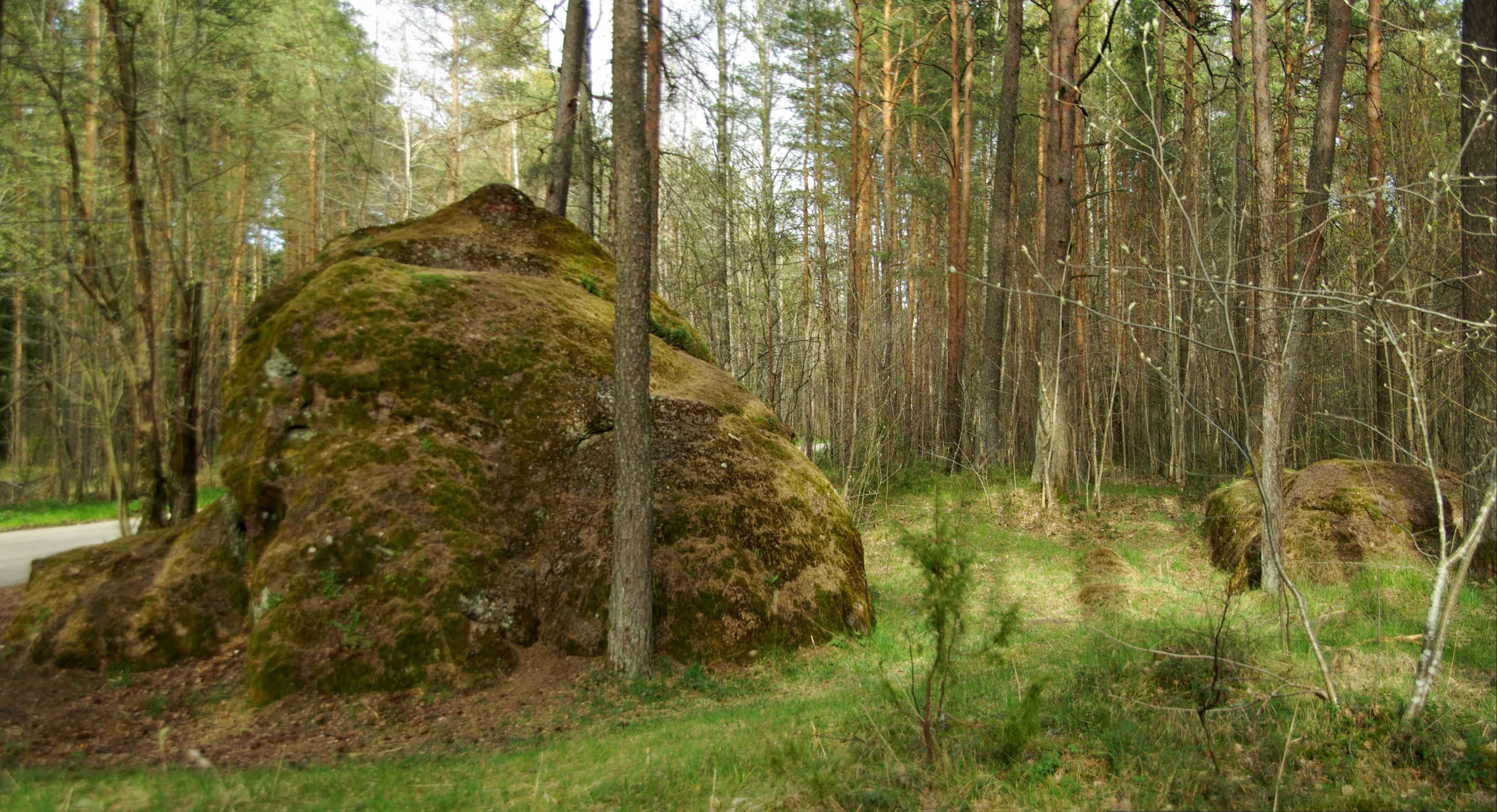
Камни Раудалу